# Brad Tinsley
Bradley Glen Tinsley, detto Brad (Oregon City, 10 maggio 1989), è un ex cestista statunitense, professionista in Europa e Australia.

## Carriera
Dopo i quattro anni di college all'Università Vanderbilt, giocando a 9,35 punti di media complessivi. Il primo contratto professionistico lo firma nei Paesi Bassi, il 24 luglio 2012, all'EiffelTowers Den Bosch, ma a causa di un infortunio lascia la squadra prima di poter esordire in campionato. A dicembre si sposta così in Belgio nell'Okapi Aalstar, dove sostituisce Jason Clark, ma anche qui dopo solo 4 presenze in campionato e 3 presenze in EuroChallenge, lascia la squadra. Termina la stagione nella Pro B francese, firmando il 5 febbraio per il Saint-Vallier Basket Drôme (10 punti di media). A gennaio si trasferisce nella State Basketball League australiana, dove gioca nei Lakeside Lightning, mantenendo una media di 28,4 punti a partita. Da agosto per la successiva stagione è in Germania, ad Heidelberg (16,8 punti di media). Il 29 luglio 2015 firma al Porto nella massima serie portoghese, dove rimane per due stagioni, centrando la vittoria del campionato nella prima. La stagione successiva si divide tra Lituania (Krepšinio klubas Prienai, 7,14 punti di media in 7 partite di campionato e 10,5 in due di Basketball Champions League) e di nuovo Germania al Chemnitz 99, dove termina la stagione giocando a 9,25 punti di media in 24 partite. Il 5 luglio 2018 firma in Serie A2 alla Junior Casale, ma il 26 febbraio 2019 la società accetta l'offerta formulata dal Porto e così Tinsley, dopo 23 partite, torna a giocare in Portogallo.

## Palmarès
- Liga Portuguesa de Basquetebol: 1

Porto: 2015-2016
- Supercoppa del Portogallo: 1

Porto: 2019